# Nationella republikanska armén
Nationella republikanska armén (NRA; ryska: Национальная республиканская армия, НРА,romaniserad:Natsionalnaya respublikanskaya armiya, NRA) är en underjordisk partisangrupp bestående av regimkritiska ryssar. Den paramilitära gruppen är en av de som undertecknat Irpindeklarationen, som utgör grunden i en union av militanta ryska grupper som motsätter sig President Vladimir Putin och hans regim.